# ロバート・ムッソ
ロバート・ムッソ（Robert Musso）は、ニューヨークを拠点とするギタリスト、作曲家、エンジニア、音楽プロデューサー。また、インディーズ・レコードレーベル「MuWorks」と、レコードレーベル「MussoMusic.com」の創設者である。ムッソは、40年のキャリアの中で、南極大陸を除く世界のすべての大陸で、2000を超えるレコード、CD、映画のサウンドトラックをプロデュース、ミキシング、リミックス、演奏、作曲、または寄稿してきた。

## 略歴
ラトガーズ大学を二度（経済学と録音工学で）卒業した後、ムッソはミュージシャン、エンジニア、音楽プロデューサーとしてスタジオの仕事を始めた。この期間中、彼はスティーヴィー・ワンダー、ボブ・ディラン、ミック・ジャガー、ダライ・ラマ、マイルス・デイヴィス、アル・グリーン、ボブ・マーリー、ハービー・ハンコック、スティング、カルロス・サンタナ、ジミ・ヘンドリックス、セブンティ・セブンス、デヴィッド・ボウイ、ジョージ・クリントン、デイヴ・マシューズ、オーネット・コールマン、ジョン・ゾーン、ピーター・ガブリエル、ラモーンズ、イギー・ポップ、ブロンディ、ホイットニー・ヒューストン、スライ&ロビー、ファイン・ヤング・カニバルズ、ファラオ・サンダース、ウィリアム・バロウズ、ジュリアン・シュナーベル、ブーツィー・コリンズ、ラスト・ポエッツ、オジー・オズボーン、スティーヴ・ヴァイなど、さまざまなアーティストと仕事してきた。1981年、彼はビル・ラズウェルと長く実りある関係を築き始め、それは今日まで続いている。それらのプロジェクトには、マテリアルのアルバム『Hallucination Engine』、スライ&ロビーのアルバム『Rhythm Killers』（1987年）、ホイットニー・ヒューストンを含むマテリアルのアルバム『One Down』、および多国籍で挑戦的な方法によるプロジェクトなどが含まれていた。彼はトム・ウェイツ（アルバム『レイン・ドッグ』）、ジンジャー・ベイカー（アルバム『ホーシス・アンド・トゥリーズ』）、P.M.ドーン（アルバム『ペイシェント・アイズ』）ともレコーディングしている。マイルス・デイヴィス、ジミ・ヘンドリックス、ボブ・マーリーのためにつくられた彼の作品は、彼らの死後に行われた彼らのアルバムのリミックス作品であった。
ミュージシャンとして、ムッソはテッド・ダンバーにジャズ・ギターを学び、リヴィングストン・ジャズ・アンサンブルで演奏した。彼はトム・ウェイツ、P.M.ドーン、ジンジャー・ベイカー、マテリアル、マシン・ガン、ルナ・アンサンブルなどによるレコーディングで演奏を行った。
1986年、ムッソは即興音楽を宣伝するために「MuWorks」レコードを設立した。「MuWorks」を通じてCDをリリースしたアーティストには、トーマス・チェイピン、ラスト・イグジット、ルナ・ベア・アンサンブル、ムッソ自身、マシン・ガンが含まれている。
1986年から、トーマス・チェイピンとムッソがダウンタウンの即興アンサンブル、マシン・ガンを率いた。彼らのコンサートのうちの3公演は、CD化されている。
彼は、Audio Engineering Society（AES）、Society of Motion Picture and Television Engineers（SMPTE）のメンバーであり、Society of Broadcast Engineers（SBE）の認定オーディオ・エンジニアである。彼はまた、登録されたNYC 9/11・ファースト・レスポンダーである。

## ディスコグラフィ

### リーダー・アルバム
- 『アブソリュート・ミュージック』 - Absolute Music (1989年、Mu Records)
- 『アクティヴ・レゾナンス』 - Active Resonance (1992年、徳間ジャパン)
- Ataxia (1998年、Baraka Foundation) ※with プロフェッサー・シェハブ
- 『インナーミディアム』 - Innermedium (1999年、DIW)
- Noise Floor (2000年、MuWorks) ※with スティーヴ・ブキャナン
- Live at the Bowery Poetry Project (2007年、Musso Music)
- Robert Musso's Axiomatic (2012年、Musso Music) ※with ビル・ラズウェル

### トランソニック
- Downstream Illusion (1994年)
- Virtual Current (1994年)
- Future Primitive (1995年)
- Re-Evolution (2007年、Musso Music)
- Live At The Cooler 04/12/99 (2007年、Musso Music)

### マシン・ガン
- 『マシン・ガン』 - Machine Gun (1988年、MU Records)
- 『オープン・ファイヤー』 - Open Fire (1989年、Mu New York Records)
- Pass The Ammo (1991年、MuWorks)
- WFMU (2000年、MuWorks)
- Live At CBGB's Vol 1 06/02/87 (2007年、Musso Music)
- Live At The Gas Station 12/03/88 (2007年、Musso Music)